# Zahl-Reim-System
Das Zahl-Reim-System, auch PEG-Methode genannt, ist eine Mnemotechnik, um sich Zahlen und Zahlenreihen mittels Reimwörtern zu merken. Sie ist leicht zu erlernen und findet bei professionellen Gedächtnissportlern genauso Verwendung wie die bekanntere Loci-Methode bzw. das ähnlich funktionierende Zahl-Form-System.
Diese Methode ist deshalb so effizient, weil das menschliche Gehirn Geschichten besser abspeichern kann als reine Zahlenfolgen. Durch die Codierung und Dekodierung der Ziffern mit Wörtern und den daraus gebildeten Geschichten ist es jedem Menschen möglich, sich Zahlenfolgen von bis zu 50 Ziffern und mehr in kürzester Zeit einzuprägen.

## Methodik
Die Technik basiert auf einfachen Assoziationen von Ziffern und Wörtern, aus denen dann eine für das Gedächtnis leicht merkbare Geschichte gebildet wird. Dies geschieht, indem die Ziffern 0 bis 9 sinnvoll gereimt werden, wobei eine Art Codierung entsteht, die später wieder dekodiert wird, um die Zahlenfolge zu erhalten.
Jeder Ziffer wird ein Reimwort zugeordnet. Die sich auf die Zahlenwörter reimenden Wörter, z. B. zur Zahl Acht das Wort Yacht und ein möglichst einprägsames Bild (hier das einer Yacht) müssen zunächst auswendig gelernt werden. Dies geschieht einfach durch mehrfaches Durchgehen der Zahlen, wobei man sich jedes Mal zum passenden Reimwort ein lebendiges Bild desselben vorstellt. Jeder Anwender sollte sich eine individuelle Ziffern-Wort-Reimliste (0 bis 9) zusammenstellen. Der Benutzer muss so keine Ziffern-Wort-Liste stur auswendig lernen, sondern kann auf das zurückgreifen, was ihm bei der Bildung spontan einfiel.
Ist die gereimte Liste sicher im Gedächtnis, so stellt jedes der Wörter und die damit verbundene bildliche Vorstellung einen geordneten, wiederauffindbaren Platz für ein zu merkendes Wort dar.
Ist beispielsweise der achte Begriff einer Einkaufsliste, die man sich merken möchte „Tomaten“, dann kann man sich beispielsweise vorstellen, dass die prächtige weiße Yacht über und über mit Bergen von roten Tomaten bedeckt ist. Die Tomaten riechen und einige fallen herunter ins Wasser.
Genau so gut kann man sich aber vorstellen, dass sich die Menschen auf der Yacht in weißer Kleidung mit Tomaten bewerfen.
Wenn man nun im Laden die Liste erinnern möchte, dann geht man die Zahlen 0 bis 9 durch. Hat man sich die Reimbilder gut eingeprägt, dann erinnert man sich, wenn man zur Zahl 8/acht kommt, nicht nur an die weiße Yacht, die das persönliche Reimwort für acht darstellt, sondern fast unfehlbar an die Tomatenschlacht auf der Yacht.
Das Zahl-Reim-System dient also nicht in erster Linie dem Merken von Zahlen, sondern die gemerkten Zahlen liefern eine geordnete Reihe von Bildern,
- mit denen immer neue Listen von Worten mit Hilfe weiterer Bilder von den zu merkenden Worten,
- die mit je einem Bild aus der Zahlenreihe in einem kombinierten Bild verknüpft werden
- und so sicher gemerkt und wieder im Gedächtnis aufgefunden werden können.

| Ziffer | Name   | Reim       |
| ------ | ------ | ---------- |
| 0      | null   | Müll       |
| 1      | ein    | Bein       |
| 2      | zwo    | Zoo        |
| 3      | drei   | Brei       |
| 4      | vier   | Stier      |
| 5      | fünf   | Strümpf(e) |
| 6      | sechs  | Hex(e)     |
| 7      | sieben | Sieb       |
| 8      | acht   | Yacht      |
| 9      | neun   | Scheun(e)  |
| 10     | zehn   | Feen       |

Steht auf der auswendig zu lernenden Einkaufsliste am nächsten Wochenende auf Platz acht Frischhaltefolie, dann kann man sich z. B. vorstellen, wie die Yacht komplett mit Frischhaltefolie eingewickelt wird.
Geht man im Supermarkt im Geist nacheinander die Zahlen durch, dann fällt einem bei acht nicht nur Yacht ein, sondern man sieht vor seinem geistigen Auge die mit Frischhaltefolie eingewickelte Yacht.
Das Grundgerüst der zehn Ziffern und der ihnen zugeordneten Worte und Bilder bleibt also immer gleich. Sie dienen gewissermaßen als Schrank, in dessen zehn Fächer man immer wieder neue Worte sicher ablegen kann.
Sollte man immer wieder mit einem der Reimworte Schwierigkeiten haben, gute kombinierte Bilder zu imaginieren, dann empfiehlt es sich, dieses auszutauschen und muss dann aber an dem neuen Bild festhalten. Kann man z. B. partout keine guten, also lebendigen Bilder mit dem festen Reimwort für 5/fünf, hier in der Beispielliste Strümpf bilden, oder fällt einen schon das Reimwort nicht ein, darf man nicht daran festhalten.
Das Zahl-Reim-System ist ein kleines System (man kann mit der Liste oben eben nur 10 Begriffe speichern), eignet sich aber gut für Anfänger, um das Imaginieren von kombinierten Bildern überhaupt zu üben und Vertrauen in die Techniken zu gewinnen.

## Erweitertes Zahl-Reim-System
Das erweiterte Zahl-Reim-System, auch Mastermethode genannt, arbeitet mit Ziffern-Wort-Kombinationen, die über die Ziffern 0–9 hinausgehen. Damit werden die geformten Geschichten kürzer, woraus sich ergibt, dass der Anwender sich noch längere Zahlenfolgen einfach einprägen kann. Das Prinzip ist denkbar einfach. Nachdem ein Anwender sich bereits seine individuelle Ziffern-Wort-Kombination zurechtgelegt hat, wird diese durch 10er-Schritte erweitert, die wiederum mit einer Eigenschaft assoziiert werden, im folgenden Beispiel etwa Eigenschaften, die den Jahrzehnten im 20. Jahrhundert zugeordnet werden können.
- 10er: Alles ist stumm (Stummfilmzeit)
- 20er: Alles ist golden (Goldene Zwanziger)
- 30er: Alles ist braun (Zeit des Nationalsozialismus)
- 40er: Alles ist verbrannt (Zweiter Weltkrieg)
- 50er: Alles wird dick (Wirtschaftswunder)
- 60er: Alles ist bunt (Flower-Power)
- 70er: Alles ist hoch (Plateauschuhe)
- 80er: Alles ist kariert (Karierte Jacken und Hosen)
- 90er: Alles tanzt (Loveparade)

Mit diesem System ist der Anwender in der Lage, nicht für jede einzelne Ziffer einen Gegenstand in die Geschichte aufnehmen zu müssen. Die Gegenstände verändern sich jetzt im Detail. Die Ziffer „22“ wird in der Mastermethode zu einem „goldenen Zoo“, der jetzt in die Geschichte aufgenommen wird. Mit dem einfachen Zahl-Reim-System wären dies zwei Zoos.

## Kombination mit der Loci-Methode
Verfügt man über ein anderes Ordnungssystem, z. B. über Orte (Loci), die man im Geiste in einer festen Reihenfolge abschreiten kann, dann kann man natürlich entlang des Weges aus dem Zahl-Reim-System Bilder ablegen und sich so einen Code oder eine Telefonnummer merken.
Wenn also das eigene Haus im Geiste durchschritten wird und man hat sich einen festen Weg und eine feste Reihenfolge von Orten bzw. Plätzen im Haus gemerkt, dann kann man so viele Nummern speichern, wie man Orte festgelegt hat. Ist z. B. die Haustür der erste Ort, dann kann man sich vorstellen, wie einem eine lebensgroße Yacht bei Öffnen der Tür, samt einem Schwall Wasser entgegenkommt. Dann weiß man: Yacht steht für acht die erste Ziffer einer Telefonnummer. Ist der zweite Ort bzw. Platz die Ecke mit den Mänteln an Haken und die nächste Ziffer ist sieben, dann muss man sich vorstellen, dass die Mäntel in einem großen Sieb liegen oder auf jeden Kleiderhaken ein Sieb gesteckt ist, da dies unser Reimwort für sieben ist.
Hier wendet man zwar Bilder aus dem Zahl-Reim-System an, nicht aber das System selbst. Stattdessen bedient man sich in diesem Beispiel des Loci-Systems, weil dieses die Grundlage für das Wiederauffinden der Bilder und damit der Merkinhalte ist.